# Hermias de Atarneo

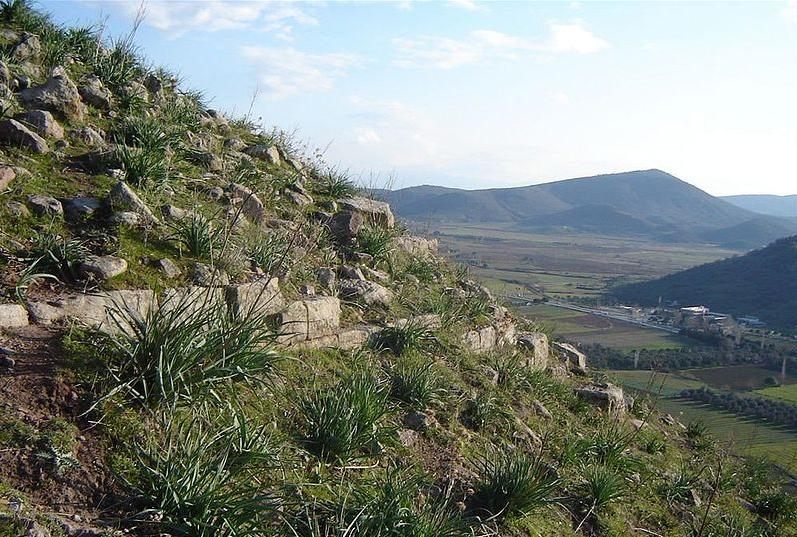
Hermias de Atarneo.

Hermias de Atarneo (en griego antiguo Ἐρμίας ὀ Αταρνεύς) fue un dinasta de Atarneo (ciudad de Asia Menor), y amigo de Aristóteles.

## Biografía
Hombre de origen modesto, Hermias había tenido la condición de eunuco. Según Teopompo, estuvo empleado como cambista en un banco. Estrabón hace de él uno de los alumnos de la Academia de Platón y un filósofo, pero esta información es errónea.
Tomó posesión de algunos pueblos del vecindario del Monte Ida (Tróade). Su autoridad fue reconocida por la administración persa y, sin duda después del desembolso de una suma de dinero, estuvo autorizado a tomar el título de tirano con residencia en Atarneo, ciudad de Tróade, cerca de Aso en la costa de Asia Menor, ciudad que hizo fortificar poderosamente. Su influencia política se incrementó considerablemente gracias a expediciones militares, hasta obtener la sumisión de las ciudades rebeldes. Pudo incluso mantener un importante contingente de mercenarios y sostener el asedio de un sátrapa persa. No obstante, el Estado así creado se encontraba en una posición geopolítica delicada, entre el reino de Macedonia y el imperio aqueménida, receloso de su soberanía desde la época del predecesor de Hermias, Eubulo, que había ya soportado el asedio de Atarneo frente al general persa Autofradates (sin duda en 359 a. C.).
Corisco y Erasto, miembros de la Academia, se pusieron bajo la protección de Hermias con la recomendación de Platón: en su Carta Sexta, el filósofo exhorta a los tres hombres a releer juntos su misiva cada vez que se encontrara. La ciudad vecina de Escepsis intentaba introducir las reformas políticas propuestas en la Academia; en caso de desacuerdo, esta se reservaba el papel de árbitro. Con una mezcla de inteligencia, de energía y de voluntad, Hermias se consagró con Erasto y Corisco al estudio de la geometría y de la dialéctica.
El gramático Dídimo de Alejandría dice que Hermias, satisfecho de los consejos políticos de sus amigos filósofos, les regaló la ciudad de Aso y transformó su tiranía «en una forma de constitución más dulce», animando a todos los territorios del monte a la ciudad de Aso a ponerse voluntariamente bajo su autoridad.
Platón murió en 348/347 a. C.; después de su exilio de Atenas, Aristóteles fue a reunirse con Hermias y sus amigos a Aso en el 347 a. C. donde se creó, durante tres años, un tipo de sucursal de la Academia con posiblemente la presencia de Calístenes, Teofrasto y Neleo de Escepsis. Durante esta estancia, Hermias dio a su sobrina e hija adoptiva Pitias de Aso en matrimonio a Aristóteles. Hermias concluyó así un acuerdo con Filipo II de Macedonia con vistas a garantizar su posición política en Asia Menor; este tratado, del que Demóstenes conocía la existencia gracias a sus agentes secretos, estuvo revelado a los aqueménidas. En el 341 a. C., Hermias fue hecho prisionero por Mentor de Rodas; llevado a la ciudad de Susa fue sometido a tortura para que revelara los tratados secretos contraídos con el rey Filipo II de Macedonia; guardó estoicamente silencio, no expresando ante el rey de Persia más que una sola promesa: «Dije a mis amigos y a mis compañeros que no haría nada que fuera indigno o contrario a la filosofía». Fue condenado a morir crucificado. Aristóteles, profundamente trastornado por la noticia de la suerte terrible reservada a su amigo, redactó un epigrama votivo grabado en un cenotafio en Delfos, donde hizo el elogio de la Virtud griega, «la más bella recompensa de la vida». Calístenes compuso también un elogio a la memoria de Hermias.